# Kasey Keller
Kasey Keller (Olympia (Washington), 29 november 1969) is een voormalig Amerikaans voetballer, die actief was als doelman. De meeste wedstrijden in zijn carrière speelde hij in Engeland. Keller nam met het Amerikaans olympisch elftal deel aan de Olympische Spelen in Atlanta, Verenigde Staten, waar de ploeg van bondscoach Bruce Arena strandde in de eerste ronde. In het seizoen 2002/03 was hij een van de zeven spelers in de Premier League die in alle 38 duels meedeed, van de eerste tot de laatste minuut.

## Erelijst
In teamverband:
- Verenigde Staten: 3x CONCACAF Gold Cup (2002, 2005, 2007)
- Leicester City: 1x League Cup (1997)
- Seattle Sounders FC: 1x Lamar Hunt U.S. Open Cup (2009)

Persoonlijk:
- Honda Player of the Year (2005)
- Amerikaans voetballer van het jaar (1997, 1999, 2005)